# Zawór Presta

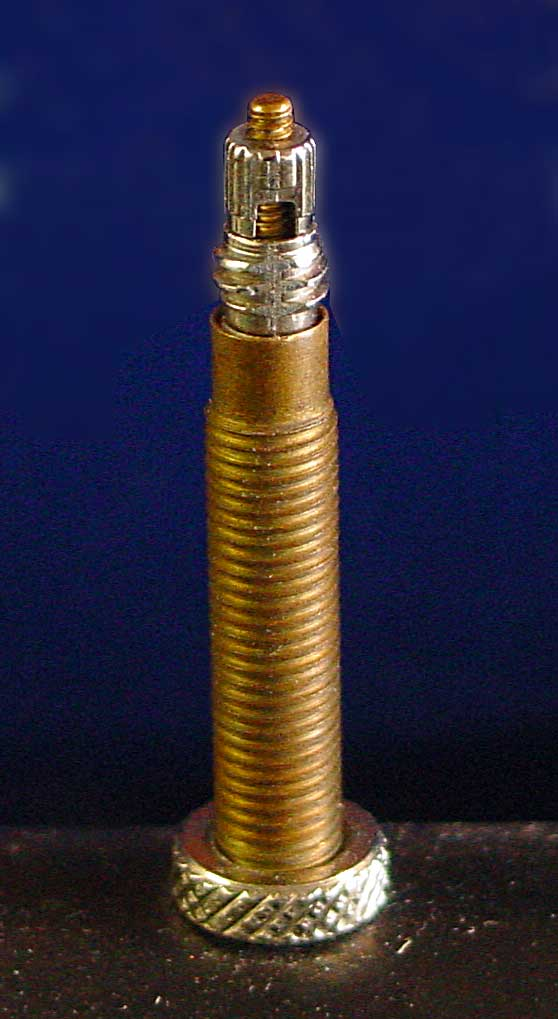
Zawór Presta w pozycji zamkniętej – nakrętka zabezpieczająca jest odkręcona

Zawór Presta (ang. Presta valve) – rodzaj zaworu stosowanego w dętkach rowerowych, zwany również zaworem Sclaverand (ang. Sclaverand valve lub SV) lub rzadziej zaworem francuskim (ang. French valve lub FV).

## Budowa
Zawór składa się z gwintowanej zewnętrznie metalowej rurki, zwulkanizowanej z dętką, oraz rdzenia osadzonego na zewnętrznym końcu rurki. Dodatkowo może być wyposażony w nakrętkę zabezpieczającą przed zabrudzeniem.
Rdzeń zaworu ma postać tulei z umieszczonym na stałe gwintowanym tłoczkiem. Na tłoczku, również na stałe, umieszczona jest nakrętka blokująca zawór – w pełni dokręcona unieruchamia tłoczek, odkręcona pozwala na jego ruch; do otwarcia zaworu potrzebne jest wciśnięcie tłoczka, w przeciwnym razie ciśnienie panujące w dętce domyka zawór.

## Zastosowanie
Zawór stosowany jest w dętkach rowerów oraz w rowerowych obręczach bezdętkowych. Ma najmniejszą średnicę z trzech popularnych wentyli rowerowych, dlatego dominuje on w obręczach rowerów profesjonalnych i amatorskich, gdzie istotna jest jak największa wytrzymałość koła (większy otwór w obręczy osłabia jej konstrukcję). Najmniejsza średnica (oraz często znaczna długość) powoduje jednak, że ten typ wentyli jest najbardziej podatny na mechaniczne uszkodzenia, jak złamanie czy wygięcie.